# Фонван
Фонва́н (фр. Fontvannes) — коммуна во Франции, находится в регионе Шампань — Арденны. Департамент — Об. Входит в состав кантона Эстиссак. Округ коммуны — Труа.
Код INSEE коммуны — 10156.
Коммуна расположена приблизительно в 130 км к юго-востоку от Парижа, в 85 км юго-западнее Шалон-ан-Шампани, в 15 км к западу от Труа.

## Население
Население коммуны на 2008 год составляло 566 человек.
| 1962 | 1968 | 1975 | 1982 | 1990 | 1999 | 2008 |
| ---- | ---- | ---- | ---- | ---- | ---- | ---- |
| 294  | 297  | 340  | 461  | 563  | 553  | 566  |

## Экономика
В 2007 году среди 386 человек в трудоспособном возрасте (15—64 лет) 285 были экономически активными, 101 — неактивными (показатель активности — 73,8 %, в 1999 году было 77,8 %). Из 285 активных работали 259 человек (146 мужчин и 113 женщин), безработных было 26 (11 мужчин и 15 женщин). Среди 101 неактивных 33 человека были учениками или студентами, 44 — пенсионерами, 24 были неактивными по другим причинам.

## Фотогалерея
- Церковь
- Церковь, ручей и прачечная
- Прачечная
- Военный мемориал